# (911) Agamèmnon
(911) Agamèmnon és un gran asteroide troià de 167 km que orbita el Sol a la mateixa distància que el planeta Júpiter. Està situat liderant el punt de Lagrange L₄. Basant-se en dades de l'IRAS, Agamemnon forma 167 km en diàmetre i és probablement el 2n troià de Júpiter més gran. Les observacions recents de les ocultacions de l'asteroide han caracteritzat la seva forma i suggereix que Agamemnon tingui un satèl·lit.
Va ser descobert per Karl Wilhelm Reinmuth el 19 de març de 1919, a Heidelberg, Alemanya. Va rebre el nom del Rei Agamèmnon, un personatge principal de la Ilíada.
| Troià           | Diàmetre (km) |
| --------------- | ------------- |
| (624) Hèctor    | 225           |
| (911) Agamèmnon | 167           |
| (1437) Diomedes | 164           |
| (1172) Äneas    | 143           |
| (617) Pàtrocle  | 141           |
| (588) Aquil·les | 135           |
| (1173) Anchises | 126           |
| (1143) Odysseus | 126           |